# 牧野京夫
牧野 京夫（まきの たかお、1959年1月1日 - ）は、日本の政治家。自由民主党所属の参議院議員（4期）、参議院議院運営委員長。
内閣府副大臣・国土交通副大臣・復興副大臣（第4次安倍第1次改造内閣）、国土交通副大臣（第3次安倍第3次改造内閣・第4次安倍内閣）、外務大臣政務官（第2次安倍内閣）、静岡県議会議員（2期）、参議院災害対策特別委員長、同国土交通委員長、自由民主党幹事長代理、同参議院幹事長代理、同選挙対策委員長代理、同参議院国会対策委員長代行、同参議院国会対策委員長代理、同総務会長代理、同静岡県支部連合会会長、同参議院副幹事長、同政務調査会水産部会長などを歴任。

## 概要
静岡県榛原郡金谷町に生まれる（現在の居所は島田市志戸呂）。静岡県立島田高等学校、早稲田大学法学部卒業。大学卒業後、テレビ静岡に入社し、報道記者を務める。
1995年、静岡県議会議員選挙に出馬し、初当選。3期務めた後、2007年7月の第21回参議院議員通常選挙に自由民主党公認で出馬し、初当選。当選後、津島派（当時）に入会した。
2010年7月から同年10月まで、参議院国土交通委員長を務めた。2013年7月の第23回参議院議員通常選挙に自民党公認で出馬し、再選。同年9月末に行われた第2次安倍内閣の副大臣・大臣政務官人事により外務大臣政務官に任命され、2014年9月の内閣改造後の人事により退任した。2019年4月の塚田一郎国土交通副大臣の辞任に伴い、後任に指名された。2019年7月の第25回参議院議員通常選挙に自民党公認で出馬し、3選。
2024年7月25日、翌年7月の参院選の静岡県選挙区公認候補として擁立することが自民党から発表された。
同年9月12日、自民党総裁選挙が告示され、旧茂木派からは会長の茂木敏充と加藤勝信の2人が立候補した。牧野は旧岸田派の上川陽子の推薦人に名を連ねた。石破茂、高市早苗、小泉進次郎の3人が競り合う構図が固まった終盤、麻生太郎は9月25日に茂木と「反石破」での連携を確認し、茂木派議員の一部も取り込んだ。9月27日総裁選執行。高市が得票数1位で決選投票へ進むも、岸田文雄首相の後押しを受けた石破に敗れた。牧野は1回目は上川に投票した。決選投票では、茂木の意向に従わず石破に投じた。
2025年7月20日の第27回参議院議員通常選挙では参政党の新人候補の猛追を受けるも振り切り4選を果たした。

## 政策・主張

### 憲法
- 憲法改正について、2013年、2019年のアンケートで「賛成」と回答[20][21]。

- 9条改憲について、2013年の毎日新聞社のアンケートで「改正して、自衛隊の役割や限界を明記すべき」と回答[22]。「憲法9条を改正して、自衛権を明記し、国防軍の保持を規定すべきだ」との問題提起に対し、2013年の朝日新聞社のアンケートで「賛成」と回答[20]。

### 外交・安全保障
- 「集団的自衛権を行使できるよう、憲法解釈を見直すべきだ」との問題提起に対し、2013年の毎日新聞社のアンケートで「見直すべき」と回答[22]。

- 「他国からの攻撃が予想される場合には先制攻撃もためらうべきではない」との問題提起に対し、2013年のアンケートで「どちらかと言えば賛成」と回答[20]。2019年のアンケートで「どちらとも言えない」と回答[21]。

- 「北朝鮮に対しては対話よりも圧力を優先すべきだ」との問題提起に対し、2013年のアンケートで「どちらとも言えない」と回答[20]。2019年のアンケートで「どちらかと言えば賛成」と回答[21]。

- 普天間基地の移設問題について、2013年の毎日新聞社のアンケートで「名護市辺野古に移設すべき」と回答[22]。

- 日本による過去の植民地支配と侵略を認めて謝罪した「村山談話」の見直し論議について、2013年の毎日新聞社のアンケートで「見直すべき」と回答[22]。

- 従軍慰安婦に対する旧日本軍の関与を認めた「河野談話」の見直し論議について、2013年の毎日新聞社のアンケートで「見直すべきではない」と回答[22]。

### その他
- 選択的夫婦別姓制度の導入について、2019年のアンケートで「反対」と回答[21]。

- 同性婚を可能とする法改正について、2019年のアンケートで「反対」と回答[21]。

- 「治安を守るためにプライバシーや個人の権利が制約されるのは当然だ」との問題提起に対し、2013年のアンケートで「どちらかと言えば反対」と回答[20]。2019年のアンケートで「どちらとも言えない」と回答[21]。

- 永住外国人への地方参政権付与について、2013年のアンケートで「反対」と回答[20]。

- 首相の靖国神社参拝について、2013年のアンケートで「どちらかと言えば賛成」と回答[20]。

- アベノミクスについて、2019年のアンケートで「評価する」と回答[21]。

- 消費税率を10％より高くすることについて、2019年のアンケートで「どちらかと言えば反対」と回答[21]。

## 所属団体・議員連盟
- 自民党たばこ議員連盟[23]
- 神道政治連盟国会議員懇談会[24]
- みんなで靖国神社に参拝する国会議員の会[24]
- 創生「日本」[24]
- TPP交渉における国益を守り抜く会

## 支援団体
- 全国たばこ販売政治連盟（組織推薦候補者）[23]
- 神道政治連盟[25]

## 著書
- 牧野たかお 『住民投票はなぜ否決されたのか ―  議員から見た住民投票制度』 ぎょうせい、2002年. ISBN 4324067651

## その他
- 妻はテレビ静岡時代の同僚であり、3歳年上のアナウンサーである[26][27]。

## 選挙歴
| 当落 | 選挙                     | 執行日         | 年齢 | 選挙区       | 政党       | 得票数     | 得票率 | 定数 | 得票順位 /候補者数 | 政党内比例順位 /政党当選者数 |
| ---- | ------------------------ | -------------- | ---- | ------------ | ---------- | ---------- | ------ | ---- | ------------------ | ---------------------------- |
| 当   | 1999年静岡県議会議員選挙 | 1999年4月11日  | 40   | 榛原郡選挙区 | ーー       | ーー票     | ーー   |      | /                  | /                            |
| 当   | 2003年静岡県議会議員選挙 | 2003年4月13日  | 44   | 榛原郡選挙区 | 自由民主党 | 1万9160票  | 27.74% | 3    | 2/5                | /                            |
| 当   | 第21回参議院議員通常選挙 | 2007年07月29日 | 48   | 静岡県選挙区 | 自由民主党 | 54万9375票 | 31.45% | 2    | 2/5                | /                            |
| 当   | 第23回参議院議員通常選挙 | 2013年07月21日 | 54   | 静岡県選挙区 | 自由民主党 | 63万4789票 | 41.54% | 2    | 1/6                | /                            |
| 当   | 第25回参議院議員通常選挙 | 2019年07月21日 | 60   | 静岡県選挙区 | 自由民主党 | 58万5271票 | 38.55% | 2    | 1/5                | /                            |
| 当   | 第27回参議院議員通常選挙 | 2025年07月20日 | 66   | 静岡県選挙区 | 自由民主党 | 42万6237票 | 24.71% | 2    | 2/7                | /                            |